# Los Pocitos, Veracruz
Los Pocitos är en ort i Mexiko.   Den ligger i kommunen Xico och delstaten Veracruz, i den sydöstra delen av landet, 210 km öster om huvudstaden Mexico City. Los Pocitos ligger 2 450 meter över havet och antalet invånare är 379.
Terrängen runt Los Pocitos är kuperad åt sydost, men åt nordväst är den bergig. Runt Los Pocitos är det ganska tätbefolkat, med 166 invånare per kvadratkilometer. Närmaste större samhälle är Coatepec, 14,1 km öster om Los Pocitos. I omgivningarna runt Los Pocitos växer huvudsakligen savannskog.